# Роза 'Графиня Воронцова'
Ро́за 'Графи́ня Воронцо́ва' — сорт плетистых роз. Является самым старым сортом российской селекции, сохранившимся до наших дней.

## Происхождение
Селекционер: Н. А. Гартвис (1793—1860). Благодаря его работе к 1855 году коллекция роз Никитского ботанического сада увеличилась с 60 имевшихся ранее до 280 сортов. Коллекция использовалась как база для селекционной работы. Именно Н. А. Гартвис стал первым селекционером роз не только в Российской империи, но и в Восточной Европе. Основной целью селекции Н. А. Гартвис избрал создание высокодекоративных, зимостойких в условиях Южного берега Крыма сортов. Одним из примерно 100 созданных им сортов и является 'Графиня Воронцова' (в честь Е. К. Воронцовой). Этот сорт и сегодня находится в коллекции Никитского ботанического сада, являясь самым старым сортом российской селекции, сохранившимся до наших дней.

## Биологическое описание
Плетистая роза. Куст сильный, высотой до 3 м.
Листья тёмно-зелёные, удлиненные.
Цветки жёлто-розово-красные. Нижняя часть цветка кремово-жёлтая, в центре цветки розово-красные, крупные, махровые, ароматные. Цветение обильное и продолжительное.
Сорт используется для вертикального озеленения.

## В культуре
Зоны морозостойкости 6b—9b.